# Lasztonya
Lasztonya ist eine ungarische Gemeinde im Kreis Letenye im Komitat Zala. Zur Gemeinde gehören die Ortsteile Kámaháza und Tagpuszta.

## Geografische Lage
Lasztonya liegt 33 Kilometer südwestlich des Komitatssitzes Zalaegerszeg und 14 Kilometer nördlich der Kreisstadt Letenye an den Flüssen Alsó-Válicka und Kámaházi-patak. Am Rand des Gemeindegebiets liegen drei Weinberge: Lispei-hegy, Erdőháti-hegy und Várheli-hegy. Nachbargemeinden sind Pördefölde, Várfölde, Bázakerettye, Lispeszentadorján und Kányavár.

## Geschichte
Der Name des Ortes wurde erstmals 1381 in schriftlichen Quellen als Lazthonya erwähnt, der Familie Bánffy zugehörig. Ab 1416 beanspruchten Pál Lastonyai, ab 1644 die Familie Nádasdy und dann bis 1848 die Familie Eszterházy das Gebiet als ihr Eigentum.
Im Jahr 1913 gab es in der damaligen Kleingemeinde 49 Häuser und 361 Einwohner auf einer Fläche von 866  Katastraljochen. Sie gehörte zu dieser Zeit zum Bezirk Letenye im Komitat Zala.
Die Siedlung Kámaháza gehörte ursprünglich zur benachbarten Gemeinde Pördeföld, wurde aber abgetrennt und an Lasztonya angegliedert.

## Sehenswürdigkeiten
- Glockenturm Rózsafüzér Királynője, erbaut in den 1700er Jahren
- Waldbahn (Csömödéri Állami Erdei Vasút)

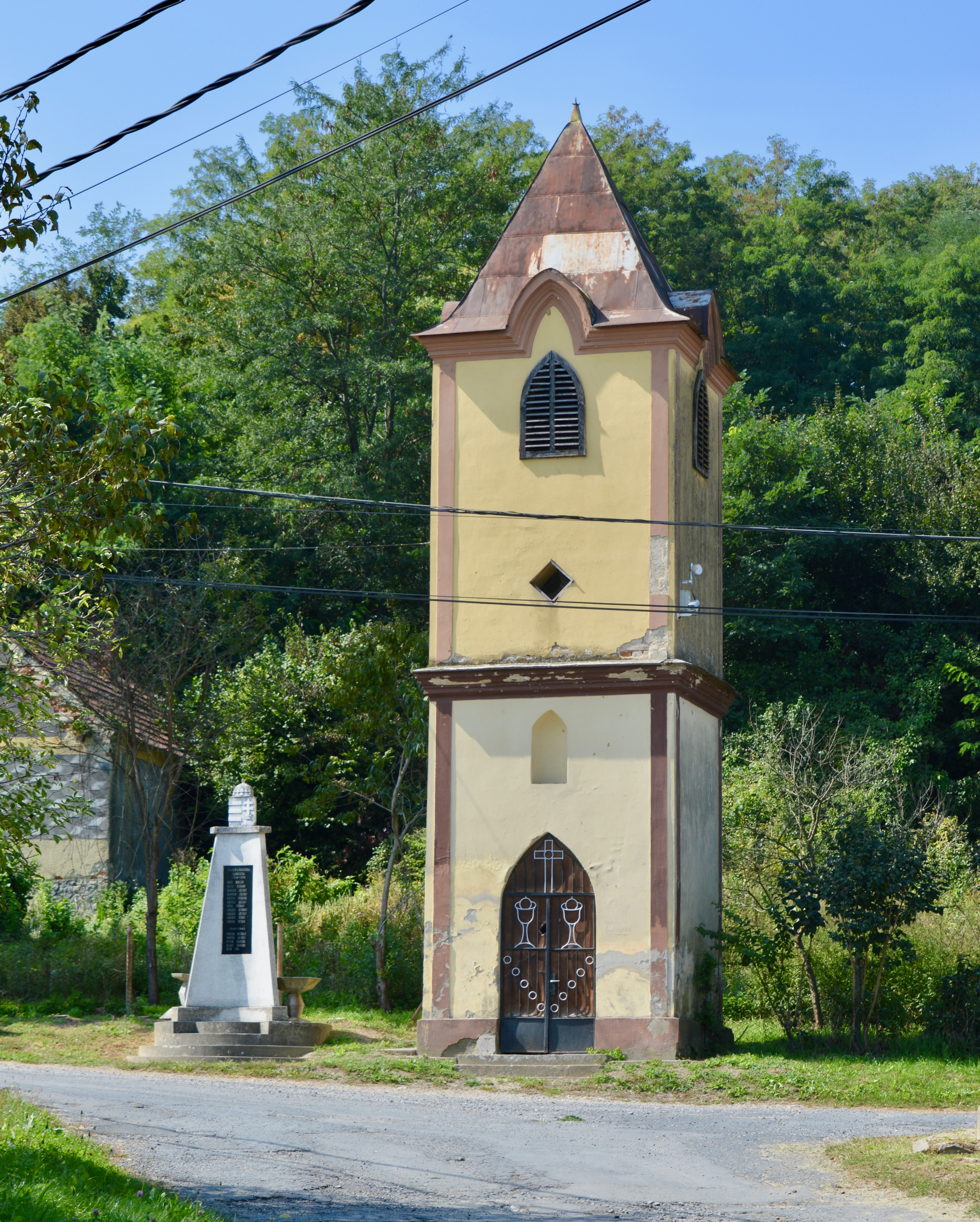
Glockenturm

- Weltkriegsdenkmal

## Flora und Fauna
In der Umgebung finden sich Frühlingsknotenblume, Hunds-Zahnlilie, Stängellose Schlüsselblume, Europäisches Alpenveilchen, Kleines Knabenkraut und Dreizähniges Knabenkraut. In den Buchen- und Eichenwäldern gibt es viele Arten von Röhrlingen und Täublingen. Neben Hirschen finden sich in den Wäldern Rehe, Wildschweine, Rotfüchse und Marder in großer Zahl. Weiterhin gibt es Bienenfresser, Rebhühner und Schwarzstörche.

## Verkehr
Lasztonya ist nur über die Nebenstraße Nr. 75157 zu erreichen. Es bestehen Busverbindungen nach Bázákerettye. Der nächstgelegene Bahnhof befindet sich nordwestlich in Csömödér-Páka.